# 百目鬼
百目鬼（どうめき）は栃木県宇都宮市の伝説に登場する鬼で、百目鬼という地名の由来になったとされている。

## 概要
宇都宮市塙田（はなわだ）に「百目鬼」という地名があり、百目鬼が関わる伝説が残されている。いくつか別々のかたちの話が伝えられているが、どれにも鬼は登場している。現在は「百目鬼通り」という小路の名などに「百目鬼」という呼び名が残されている。

### 兎田の百目鬼
大曽（宇都宮市大曽）を通りかかった藤原秀郷（ふじわらのひでさと）のもとにふしぎな老人が現われ「大曽村の北西にある兎田という馬捨場にゆけ」と告げたので向かったところ、十丈はあろうかという大きさで、百の目をもつ刃のような髪の鬼が姿を見せたので、弓を射って退治したとされる。矢を受けて去った百目鬼は明神山で倒れたが毒気と炎を放ちつづけ、本願寺（宇都宮市塙田、後に宇都宮市鶴田町に移転）の智徳（ちとく）という僧の法力によって成仏をするまで人々を困らせていたという。
成仏する以前の百目鬼が、失われた自身の「血」を集めることによって体を再生させようとしていたという内容が語られることもあるが、この内容は百目鬼の伝説が書き留められた初期の文献（1960年に発行された『宇都宮市六十周年誌』）などには登場しない。

### 百穴の百目鬼
長岡の百穴には昔、百匹の鬼を従えた鬼が棲んでいたが「鬼のような世界からは出たい」と発願。本願寺（宇都宮市塙田）に通って仏門に帰依した結果、人間に生まれ変わることが出来た。百匹の鬼の頭目だったことに由来して「百目鬼」という地名がついたとされる。本願寺に人間になった百目鬼が感謝のしるしとして置いていった親指の爪と水晶の数珠が残されているという。

## 郷土玩具
夕顔の実を利用した鬼のお面（かんぴょう面）が郷土玩具としてつくられており、これは百目鬼にちなんでつくられたものとされている。